# باب اسفنجی شلوار مکعبی: موجودی از رستوران آقای خرچنگ
باب اسفنجی شلوار مکعبی: موجودی از رستوران آقای خرچنگ یک بازی ویدیویی پلتفرم است که برای مایکروسافت ویندوز، نینتندو گیم کیوب، پلی استیشن ۲ (PS2)، گیم بوی ادونس (GBA)، نینتندو دی اس و وی توسط تی‌اچ‌کیو منتشر شده‌است. نسخه‌های پلی استیشن ۲، گیم کیوب و وی همه درگاه‌های یک بازی هستند که توسط بلیتز گیمز ساخته شده ، در حالی که نسخه‌های گیم بوی ادونس، نینتندو دی اس و ویندوز به ترتیب بازی‌های جداگانه ای بودند که توسط وی‌فوروارد و ای دبلیو بی گیمز ساخته شده‌اند. این بازی براساس باب اسفنجی شلوار مکعبی ساخته شده‌است و شخصیت اصلی آن باب‌اسفنجی شلوارمکعبی است و بهترین دوست او پاتریک استار و دشمن آنها پلانکتون است در حالی که به نه دنیای مختلف سفر می‌کنند، ظاهراً درون رویاهای شخصیت‌ها بازی می‌کند. همچنین این اولین بازی باب اسفنجی است که در ژاپن منتشر شده‌است (نسخه‌های پلی استیشن ۲ و وی)، اما با عنوان باب اسفنجی (ブ ポ ン ジ ・ ボ ブSuponjibobu ) منتشر شد تا آن را به عنوان اولین بازی ویدیویی از سری باب اسفنجی معرفی کند. نسخه ویندوز بازی با عنوان باب اسفنجی شلوار مکعبی: کابوس شبانه منتشر شد.

## گیم پلی
بازیکنان در طول بازی به سه شخصیت قابل بازی باب اسفنجی ، پاتریک مرد ستاره دریایی(Starfishman) ( پاتریک به شکل ابرقهرمان) و پلانکتون دسترسی دارند و باید آنها را در ۹ سطح بازی در دنیای رؤیا راهنمایی کنند.  چهار نوع گیم پلی مختلف در بازی گنجانده شده‌است که به عنوان پرواز ، رمپینگ ، مسابقه و پلت فرم شناخته می‌شوند. در طول بخشهای پرواز ، بازی موانعی را ایجاد می‌کند ، یکی در مقابل دیگری ، و بازیکن باید مانع عبور آنها شود. در بیشتر موارد ، بازی به بازیکن می‌گوید که از چه راهی پرواز کند (بالا، پایین ، چپ و راست). در وی ، پخش کننده از کنترل‌کننده مانند یک میله کنترل هواپیما استفاده می‌کند. شایع‌ترین موارد این موارد زمانی است که باب اسفنجی از هواپیمای خود برای حمله به یک پلانکتون به اندازه غول پیکر استفاده می‌کند.  در سطح داد و بیداد ، بازیکن یک پلانکتون به اندازه غول پیکر را کنترل می‌کند و از قدرت‌های ویژه ای استفاده می‌کند و حرکت می‌کند تا همه چیز را در مسیر خود نابود کند.  قدرت لیزر بازیکن با نواری در سمت راست صفحه نشان داده می‌شود که پس از استفاده دوباره پر می‌شود. نسخه وی دارای حرکات کنترل‌کننده است که به ترتیب حرکات را فعال می‌کند. گیم پلی مسابقه ای شبیه بیشتر بازی‌های مسابقه ای است. هم در هوا و هم در گیم پلی زمین وجود دارد ، برای اینکه وسیله نقلیه بازیکن کار کند باید سوخت جمع شود.  گیم پلی پلتفرم بودن بازی در مراحل به خوبی دیده می‌شود دیده می‌شود ، مانند زمانی که پلانکتون باید از یک همبرگر خرچنگی زنده فرار کند یا زمانی که پاتریک را از شکل شیطانی خود ، پاتریک مخوف(Dreaded Patrick) نجات می‌دهد. 

## داستان
این بازی در درون رویاهای باب اسفنجی ، پاتریک و پلانکتون اتفاق می‌افتد ، جایی که هر کس بیشتر از عجیب‌ترین ماجراها زنده می‌ماند.
در خواب باب اسفنجی ، تختخواب او به یک میله داغ تبدیل می‌شود و او آن را در اطراف یک مسیر در بیکینی باتم می‌چرخاند ، که اکنون شبیه یک بهشت میله داغ اتومبیل است که از آثار اد روت الهام گرفته شده‌است. پس از به روزرسانی اتومبیل خود و پیروزی در چندین مسابقه در برابر نسخه‌های رؤیایی پاتریک ، پلانکتون و گری ، به‌طور تصادفی به داخل گودالی که مورد توجه قرار نگرفته می‌رود. باب اسفنجی از طریق گودال می‌افتد تا به پایین برسد ، جایی که توسط یک کرم گاو آلاسکا خورده می‌شود. او با پیرمرد جنکینز روبرو می‌شود که برای فرار از روده کرم در حال ساخت دو هواپیما است. در داخل کرم ، باب اسفنجی لوازم یدکی را از رئیس یک روستای متروکه و یک مخترع عجیب و غریب برای هواپیمای دو هواپیما پیدا می‌کند ، در عین حال از شر یک قوطی بزرگ چیلی که باعث مشکلات معده کرم می‌شود ، خلاص می‌شود.
رؤیای پاتریک یک ابرقهرمان نقابدار به نام "ستاره دریایی" در دنیایی شبیه به کتابهای مصور سایه بان است که همه به او شباهت دارند. ستاره دریایی "پاتریک مخوف" شرور را دنبال می‌کند ، که سعی می‌کند شهر را به شکل خودش بازسازی کند. مرد ستاره دریایی به اطراف شهر می‌رود و کتانی‌های تختش را می‌زند ، پس از نجات یک مرد از قطار برای او لباس می‌گیرد و به شهردار شوینده لباس می‌دهد تا به "پاکسازی شهر" کمک کند. مرد ستاره دریایی سرانجام پاتریک مخوف را در یک مسابقه در لانه مخفی خود شکست می‌دهد. با این حال ، او نمی‌تواند یک حمله غافلگیرانه را ببیند ، ناک اوت می‌شود و به موشکی که در ابتدا برای یک ستاره دریایی دیگر در نظر گرفته شده بود ، متصل می‌شود و به فضا پرتاب می‌شود. این موشک به یک سیارک برخورد می‌کند ، قطعه ای از آن به زمین می‌افتد و پاتریک مخوف را به دام می‌اندازد. در فضا ، ستاره دریایی پس از پرواز به اطراف موفق می‌شود خود را از موشک باز کند. او به سیارکهایی شلیک می‌کند که یک ایستگاه فضایی را تهدید می‌کند و پرواز خود را ادامه می‌دهد تا اینکه با یک بشقاب پرنده بشقاب به شکل پتی برخورد کند. او بالهایش را شلیک می‌کند ، و آن را نابود می‌کند. سپس پاتریک در حالی که می‌خواهد بفهمد چگونه موشک را متوقف می‌کند به زمین برمی گردد.
در رؤیای پلانکتون ، او با Enlargatron Ray خود یک خرده همبرگر خرچنگی را خرد می‌کند تا فرمول مخفی را بیاموزد. با این حال ، مختصات پرتوی نادرست است و باعث می‌شود آقای خرچنگ بیش از حد رشد کند و تبدیل به یک هیولای شرور شود. پلانکتون تصمیم می‌گیرد با اندازه مقابله کند اما اشعه نادرست فقط او را به قد یک شهروند عادی تبدیل می‌کند ، که برای کوتوله کردن همبرگر کافی نبود. پلانکتون ، که فقط اشعه یخ زدگی خود را برای محافظت از خود حمل می‌کند ، توسط همبرگر در سراسر بیکینی باتم دنبال می‌شود. پلانکتون سرانجام همبرگر را با پنهان شدن از دست می‌دهد ، اما سپس از پیروزی خود ابراز خوشحالی می‌کند و به همبرگر اجازه می‌دهد تا او را پیدا کند و خرد کند. سپس پلانکتون بیدار می‌شود و غول همبرگر خرچنگی را می‌بیند که در کنارش خوابیده‌است. همان‌طور که او دزدکی حرکت می‌کند ، صدای بیدار شدن از خواب کارن همبرگر را بیدار می‌کند. پلانکتون مختصات دقیق اشعه خود را تنظیم می‌کند و خود را به یک پلانکتون جهش یافته با هسته اتمی تبدیل می‌کند. همبرگر فرار می‌کند و پلانکتون تعقیب می‌کند و در پی او بیکینی باتم را از بین می‌برد. او همبرگر را پیدا می‌کند که دو بار در یک آسمان خراش مخفی شده و هر طبقه را تخریب می‌کند تا به زور از آن خارج شود. در همین حال ، باب اسفنجی و جنکینز(شخصیتی پیرمرد در باب اسفنجی) از دهان کرم پرواز می‌کنند و پلانکتون را پیدا می‌کنند. همبرگر غول پیکر از چنگ پلانکتون فرار می‌کند و به هواپیمای باب اسفنجی می‌چسبد ، و پلانکتون عصبانی آن‌ها را تعقیب است.
باب اسفنجی سعی می‌کند از پلانکتون جلوگیری کند و برای شکست دادن او نقشه می‌کشد. باب اسفنجی پس از مدتها پیگیری در شهر ، از جمله فاضلاب و یک محل ساخت و ساز ، پلانکتون را در یک برج رادیویی درگیر می‌کند. باب اسفنجی پیچ‌های پشتیبانی را از بین می‌برد و برج را ناپایدار می‌کند و باعث می‌شود پلانکتون در عقبش بیفتد. در حالی که پلانکتون از سختی احساس درد می‌کند ، باب اسفنجی برای او ناراحت می‌شود و تصمیم می‌گیرد به او کمک کند تا بالا بیاید ، که به پلانکتون اجازه می‌دهد هواپیما را بگیرد. همین موقع ، ستاره دریا موشک خود را فرود می‌آورد و با هم برای مرد دریا و نیروی دفاع بیکینی باتم همکاری می‌کند. او ارتش کوچکی از مأموران پلانکتون را شکست می‌دهد تا به یک اشعه کوچک تجربی برسد ، که از آن برای لغو تحولات پلانکتون و نجات دوستش استفاده می‌کند. پس از کوچک شدن پلانکتون ، او پاتریک و باب اسفنجی را به یک حباب رؤیایی همراه می‌کند ، جایی که آنها با یک دکتر با یک همبرگر خرچنگی برای یک سر ملاقات می‌کنند.
دکتر توضیح می‌دهد که دلیل رویاهای عجیب و غریب آنها این است که همه آنها قبل از خواب یک همبرگر خرچنگی خورده‌اند. ترکیب شیمیایی همبرگرها بر بیوریتم آنها تأثیر گذاشته و باعث واکنشی می‌شود که منجر به رؤیاها می‌شود. باب اسفنجی سپس از دکتر می‌پرسد که چقدر در مورد همبرگر خرچنگی اطلاعات دارد. دکتر لباس خود را از تن جدا می‌کند تا فاش کند که او رویاهای خود همبرگر خرچنگی است. برای اینکه از خواب بیدار شوند ، باب اسفنجی ، پاتریک و پلانکتون تصمیم می‌گیرند که او را تعقیب کنند و به مرحله نهایی بروند که در پیست اتومبیلرانی عجیب و غریب و شبیه کابوس به مصاف یکدیگر می‌روند و برای کسب جایزه همبرگر خرچنگی اقدام می‌کنند. بازی با باب اسفنجی به عنوان تنها گزینه موجود شروع می‌شود. برای بازکردن قفل پاتریک و پلانکتون ، بازیکن باید دانه‌های خواب آلود پخش شده در طول بازی را جمع‌آوری کند.

### پایان‌ها
پایان سطح بستگی به این دارد که بازیکن با کدام شخصیت برنده شود:
- باب اسفنجی پیروزی خود را جشن می‌گیرد و از حباب رؤیای خود غافل می‌شود و متوجه می‌شود که این همه رؤیای دیگری است. او بیرون می‌آید و همبرگر را به رستوران آقای خرچنگ می‌آورد و همبرگر را به اندازه متوسطی برای مشتریان خرد می‌کند. باب اسفنجی سپس متوجه می‌شود که او و مشتریان پوسته گری را بر پشت خود دارند می‌کنند ، و این بدان معنی است که او هنوز در خواب می‌بیند.
- پاتریک ناگهان در رستوران آقای خرچنگ جایی که همه در آن جشن پیروزی خود هستند ظاهر می‌شود. او سعی می‌کند همبرگر را بخورد اما از آن فرار می‌کند و در نهایت پاتریک وارد در می‌شود و باعث می‌شود چندین گری را ببیند.
- پلانکتون با موفقیت بیکینی باتم را تصاحب می‌کند و رستوران آقای خرچنگ را از تجارت خارج می‌کند. با این حال ، همبرگر که از قبل صحبت می‌کند به او هشدار می‌دهد که "آنچه همبرگر می‌دهد ، همبرگر می‌تواند از بین ببرد." همبرگر سپس شروع به باریدن و خرد کردن امپراتوری پلانکتون می‌کند ، یکی از آنها دارای مجموعه ای از چشم حلزون است که بعد از انقباض یک خراب خرچنگ چام باکت را خرد می‌کند.

در پایان نهایی ، باب اسفنجی ، پاتریک و پلانکتون در خواب یکدیگر بیدار می‌شوند و مشخص می‌شود که این همه رؤیای گری بود ، کسی که کربی پتی را خورد. پس از بیدار شدن از خواب ، او به اطراف شهر می‌رود و قبل از بازگشت به خانه برای استراحت ، باب اسفنجی ، پاتریک و پلانکتون را می‌بیند. پس از آن باب اسفنجی یک همبرگر خرچنگی را برای گری بازگرداند ، که از خوردن آن خودداری می‌کند زیرا ممکن است کابوس‌هایی برایش به وجود آورد. سپس گری تماشا می‌کند که باب اسفنجی "گفتگویی" با همبرگر دارد. در حالی که باب اسفنجی برای خوردن همبرگر آماده می‌شود ، توسط کرم گاو آلاسکا خورده می‌شود و باعث می‌شود که گری غش کند.

## بازیگران
- تام کنی در نقش شلوار باب اسفنجی و گری
- بیل فاگرباککه در نقش پاتریک
- آقای لارنس در نقش پلانکتون
- دی بردلی بیکر در نقش پیرمرد جنکینز
- جیل تالی در نقش کارن
- ماری جو کاتلت در نقش خانم پاف
- جو آلاسکی در نقش مرد دریا

## بازخورد
| گردآورنده  | امتیاز                                                 |
| ---------- | ------------------------------------------------------ |
| گیم‌رنکینگز | GC: ۶۹% PS2: 62.44% Wii: 58.83% GBA: 72.50% DS: 56.33% |
| متاکریتیک  | GC: ۷۴% Wii: 57% PS2: 56% DS: 56%                      |

| ناشر          | امتیاز                        |
| ------------- | ----------------------------- |
| یوروگیمر      | Wii: ۵/۱۰                     |
| گیم اینفورمر  | Wii: ۶.۷۵/۱۰                  |
| گیمز ریدار+   | Wii: {{Rating\|۳\|۵}          |
| گیم‌زون        | GC: ۶/۱۰ PS2: 5 out of 10     |
| آی‌جی‌ان        | Wii: ۴.۵/۱۰ DS: 5.5 out of 10 |
| نینتندو پاور  | GC: ۸.۵/۱۰ Wii: 7 out of 10   |
| ایکس پلی      | Wii:                          |
| Play Magazine | GC: ۷/۱۰ PS2: ۷/۱۰ Wii: ۷/۱۰  |

این بازی در سال ۲۰۰۶ نامزد دریافت جایزه آنی برای بهترین بازی ویدیویی انیمیشن شد.  همچنین جایزه بازی ویدیویی مورد علاقه را در کودکان را هم در اسل ۲۰۰۷ گرفت .  نینتندو پاور در شماره دسامبر ۲۰۰۶ خود از این بازی به عنوان "بلند پروازانه‌ترین و موفق‌ترین بازی باب اسفنجی تا به امروز" یاد کرد. برخی از جنبه‌های مثبت که توسط بازرسان در مورد آن ذکر شده‌است شامل تنوع در گیم پلی ، کنترل‌های پاسخگو بر روی نسخه‌های گیم کیوب و پلی استیشن ۲ ، طراحی ساده و جامد و جاه طلبی کلی بازی است ، در حالی که نقاط منفی شامل گرافیک‌های زیرمجموعه ، به ویژه در نسخه گیم کیوب ، بیش از حد طولانی است و سطح پلتفرم و مسابقه با ضعف ضعیف ، و کنترل‌های حرکتی که گاه به گاه پاسخ نمی‌دهند در نسخه وی.